# George Cayley
Sir George Cayley (27. prosince 1773 – 15. prosince 1857) byl jedním z prvních průkopníků v novodobé konstrukci kluzáků. Popsal základní principy letadel těžších než vzduch.
Svůj první bezmotorový kluzák postavil roku 1804 a na výhody zakřivených křídel přišel v roce 1807. Objevil základní principy mechaniky letu, pro které má těžiště a jeho poloha naprosto zásadní význam. Sir George uskutečnil i úspěšné lety modelů kluzáků, avšak předběhl dobu o 70 let. Na jeho poznatky nebyl nikdo schopen navázat, přenos informací byl v té době jistě velmi obtížný a výsledky výzkumu zřejmě nebyl nikdo schopen ani pochopit. George Cayley také postavil trojplošník, s jehož pomocí se desetiletý chlapec vznesl do výšky několika metrů při sbíhání z kopce. Stále však neexistoval motor, který by byl schopen vynést letadlo vzhůru. Cayley také pravděpodobně jako první přišel s myšlenkou bezpečnostního pásu. Patří mu i vynález drátového kola.

## Galerie

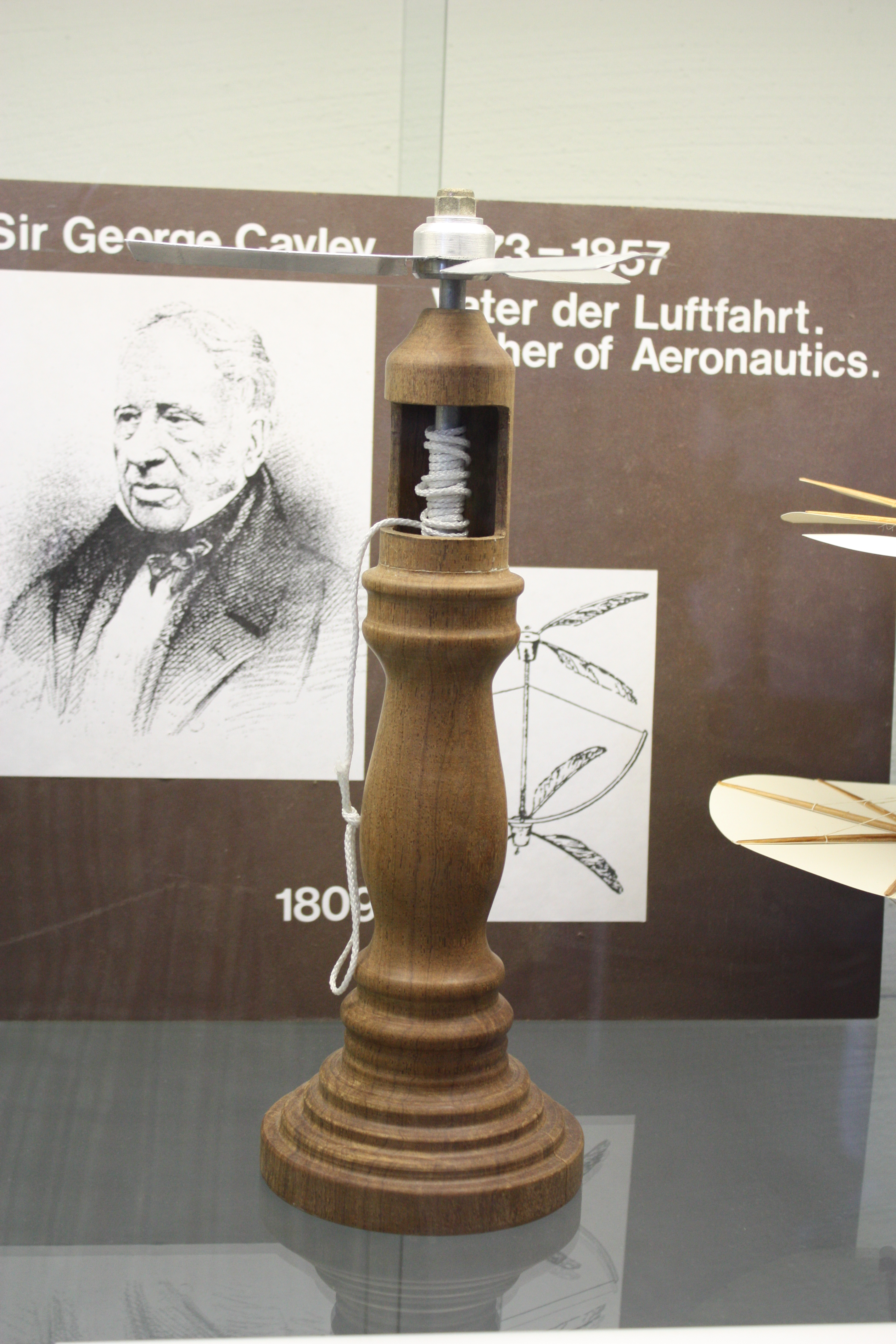
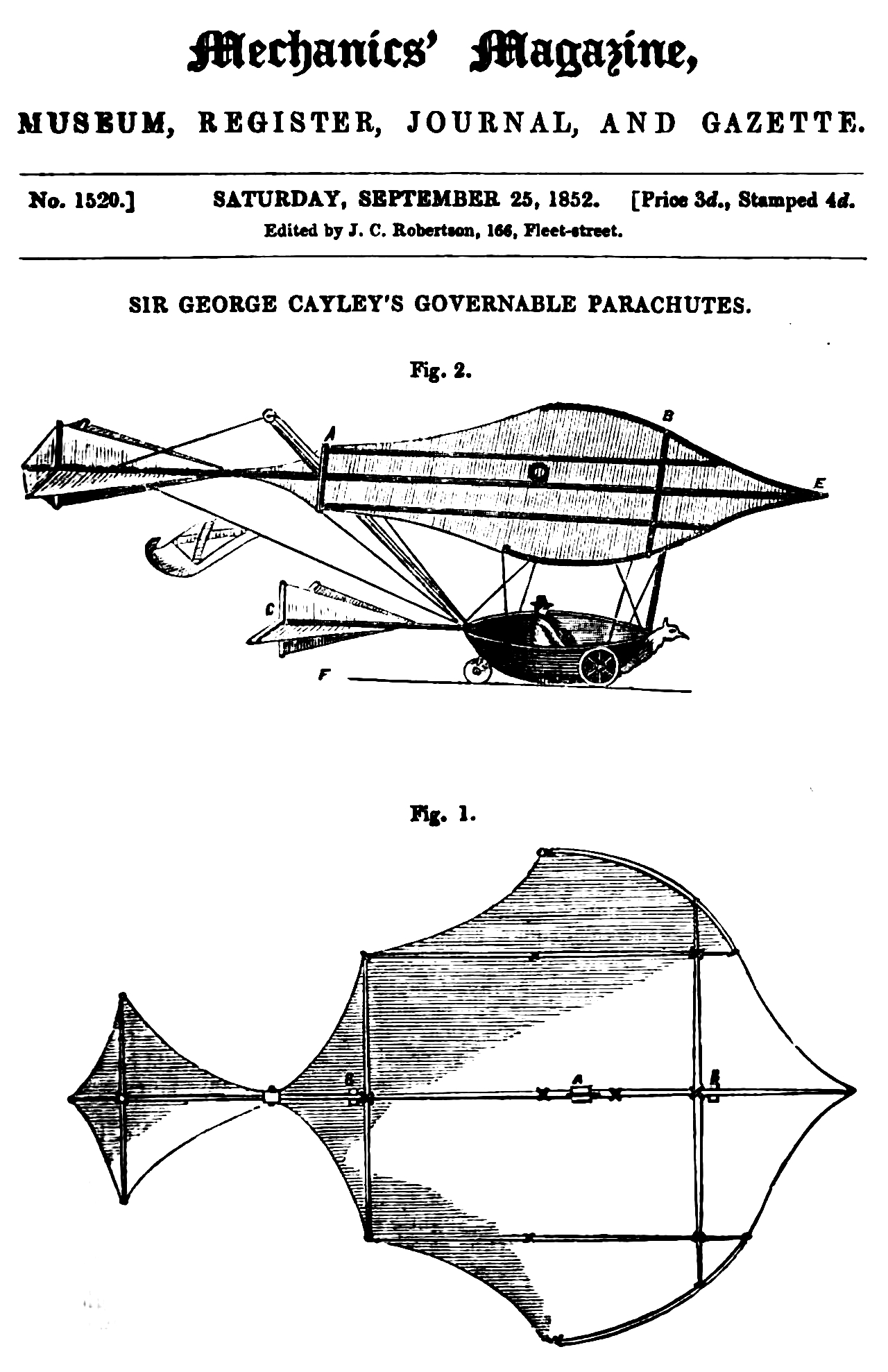
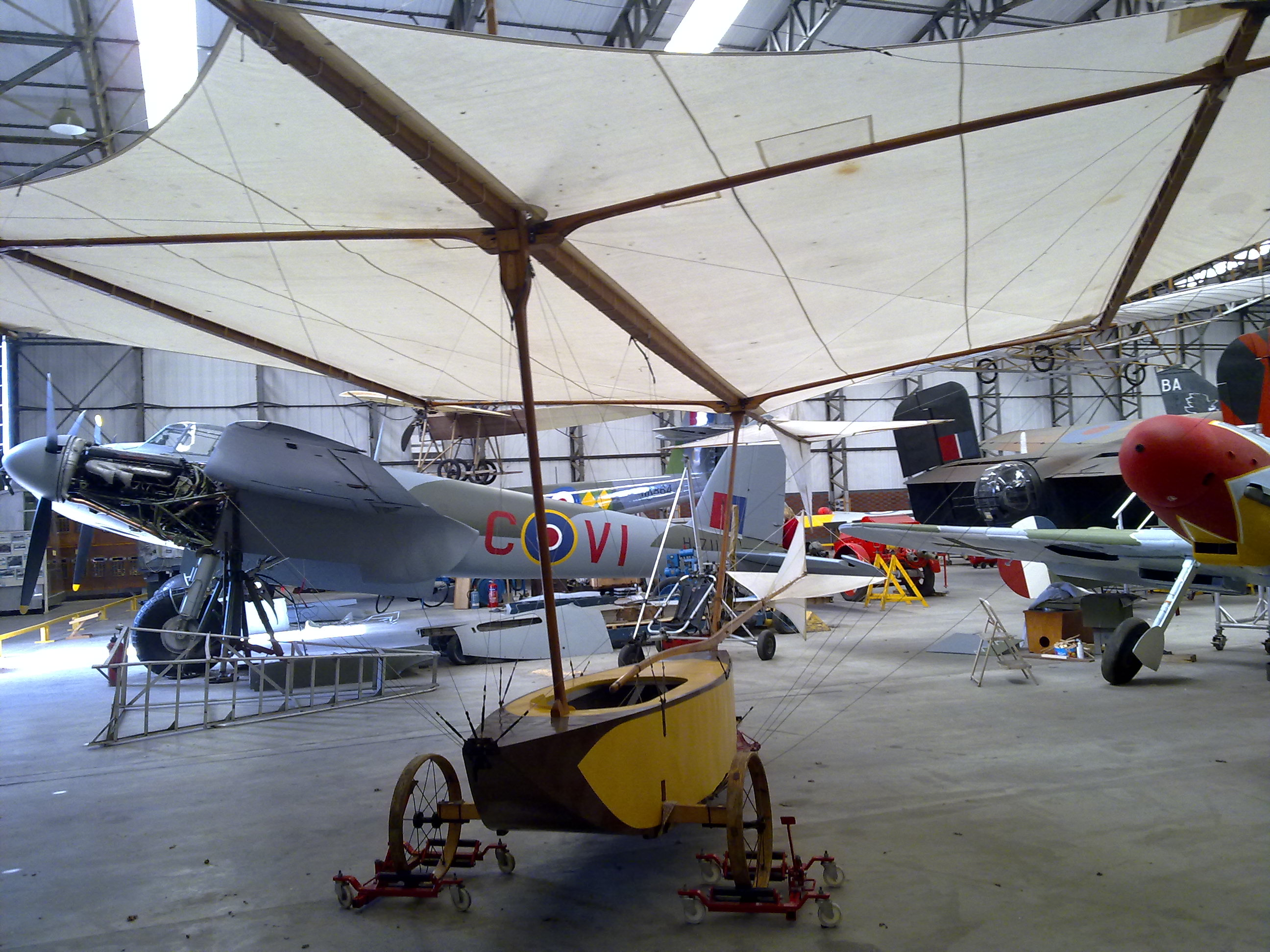